# (8532) 1992 YW3
1992 واي دابليو 3 (ويعرف أيضًا باسم (8532) 1992 واي دابليو 3 وفق تسمية الكوكب الصغير) (بالإنجليزية: 1992 YW3)‏ هو كويكب ضمن حزام الكويكبات؛ وترتيبه 8532 من حيث الاكتشاف.
اكتُشف هذا الجُرم الفلكي بواسطة أوسامو موراماتسو في 29 ديسمبر 1992.

## وصلات خارجية
- (8532) 1992 YW3 في قاعدة بيانات مختبر الدفع النفاث لأجرام النظام الشمسي الصغيرة

- الاكتشاف · مخطط المدار ·  العناصر المدارية · المعلمات المادية

- (8532) 1992 YW3 على موقع ويكي سكاي: DSS2, SDSS, GALEX, IRAS, Hydrogen α, X-Ray, Astrophoto, Sky Map, Articles and images